# 新卡哈馬卡區
5°56′36″S 77°20′29″W / 5.9433°S 77.3415°W
新卡哈馬卡區（西班牙語：Distrito de Nueva Cajamarca），是秘魯的一個區，位於該國中北部聖馬丁大區的里奧哈省，始建於1984年12月26日，面積330.3平方公里，海拔高度875米，2005年人口30,551，人口密度每平方公里92人。